# 누가 버지니아 울프를 두려워하랴 (영화)
《누가 버지니아 울프를 두려워하랴》(영어: Who's Afraid of Virginia Woolf?)는 1966년 개봉한 미국의 블랙 코미디 드라마 영화이다. 마이크 니컬스의 감독 데뷔작이며, 어니스트 레만이 각본을 맡았다. 에드워드 올비의 동명 희곡이 영화의 원작이다. 2013년, 미국 의회도서관 국립영화등기부에 등재되었다.

## 줄거리
작은 뉴잉글랜드 대학의 역사학 부교수인 조지와 대학 총장의 딸인 그의 아내 마사는 파티에서 술에 취해 집으로 돌아온다. 마사는 파티에서 만난 젊은 부부를 술 한 잔 하자며 초대했다. 손님들—생물학 교수 닉과 그의 아내 허니—은 새벽 2시 30분 직전에 도착한다. 네 사람이 술을 마시는 동안, 마사와 조지는 닉과 허니 앞에서 서로에게 신랄한 언어 폭력을 가한다. 젊은 부부는 처음에는 당황하고 나중에는 얽히게 된다.
마사는 허니에게 다음 날 16번째 생일을 맞이할 그들의 아들에 대해 이야기함으로써 조지를 화나게 한다. 이 정보를 마사가 누설하자 둘 사이에 또 다른 싸움이 벌어지고 여자들은 방을 나간다. 조지와 단둘이 남은 닉은 자신이 허니의 가족 재산 때문에 그녀에게 끌렸으며, 그녀가 임신했다고 잘못 믿었기 때문에 결혼했다고 고백한다. 조지는 자신의 결혼 생활을 끊임없는 적응과 조절의 연속이라고 묘사한 다음, 닉을 위협으로 간주한다고 인정한다. 조지는 또한 그가 자란 한 소년에 대한 이야기를 들려주는데, 그 소년은 실수로 어머니를 죽였고, 몇 년 후에는 아버지를 죽였으며, 정신 병원에서 여생을 보냈다. 닉은 자신이 매력을 이용하여 최고위직에 오를 것이며, 마사가 좋은 시작점이 될 것이라고 농담한다.
손님들이 떠나겠다고 제안하자, 술 취한 조지는 그들을 집까지 태워다 주겠다고 주장한다. 그들은 로드하우스에 도착하고, 허니는 춤을 추러 들르자고 제안한다. 허니와 조지가 지켜보는 동안, 마사는 조지를 계속 조롱하며 닉과 도발적으로 춤을 춘다. 조지는 결국 주크박스 플러그를 뽑고 게임이 끝났다고 선언한다. 이에 마사는 조지가 미발표 소설의 주인공처럼 부모를 살해했을 수도 있다는 점을 암시하며, 조지는 닉이 그를 말릴 때까지 마사를 물리적으로 공격한다. 조지는 이미 "주인 모욕하기" 게임을 했으니, "안주인과 잠자리" 또는 "손님 잡기" 게임을 해보자고 말한다. 그는 또한 상상임신과 가족 재산 때문에 결혼한 교사와 그의 아내에 대한 두 번째 소설을 썼다고 언급한다. 허니는 닉이 그들의 과거를 조지에게 말했음을 깨닫고 방을 뛰쳐나간다.
또 다른 말다툼으로 마사는 닉과 허니를 태우고 떠나고, 조지는 걸어서 집으로 돌아온다. 그는 침실 창문에서 마사와 닉의 실루엣이 함께 있는 것을 보고, 허니가 앞마당에서 혼란스러워하는 것을 본다. 허니의 술 취한 중얼거림을 통해 조지는 그녀의 임신이 사실이었고 그녀가 몰래 낙태를 했다고 의심하기 시작한다. 안에서 마사는 닉이 성적으로 부적절하다고 비난하고, 닉은 자신이 마신 많은 양의 술 때문이라고 말한다.
네 사람이 다시 함께 모이자, 마사와 조지는 그들의 아들에 대해 다시 다투기 시작하며, 각자 상대방이 아들에게 어떻게 부정적인 영향을 미쳤는지에 대해 충격적인 비난을 한다. 조지는 마침내 아들이 교통사고로 사망했다는 전보를 받았다고 극적으로 발표하며 말다툼을 끝낸다. 마사가 조지에게 아들을 "죽이지" 말라고 애원하자 닉은 진실을 깨닫는다: 마사와 조지는 아이를 가질 수 없었고 상상의 아들로 그 공허함을 채웠다. 조지는 그들의 유일한 상호 동의된 규칙은 아들을 다른 누구에게도 언급하지 않는 것이었으며, 마사가 허니에게 아들을 언급함으로써 그 규칙을 어겼기 때문에 그를 "죽였다"고 설명한다.
젊은 부부는 새벽에 어색하게 떠나고, 조지와 마사만 남는다. 조지는 "누가 버지니아 울프를 두려워하랴?"라는 노래를 부르기 시작하고, 마사는 "내가 두려워요, 조지, 내가요."라고 대답하며 두 사람은 손을 잡는다.

## 출연

### 주연
- 엘리자베스 테일러
- 리차드 버튼

### 조연
- 조지 시걸
- 샌디 데니스

## 기타
- 원작자: 에드워드 올비
- 미술: 리처드 실버트
- 의상: 아이린 세러프